# Redesboklus
Redesboklus (Liposcelis corrodens) är en insektsart som först beskrevs av Richard Heymons 1909.  Redesboklus ingår i släktet Liposcelis och familjen boklöss. Arten är reproducerande i Sverige. Inga underarter finns listade i Catalogue of Life.